# 筑北環境衛生組合
筑北環境衛生組合（ちくほくかんきょうえいせいくみあい）は、茨城県桜川市、笠間市の2市が設立している一部事務組合。

## 概要

### 事務所
- 本部（クリーンセンター） − 桜川市長方1245

### 主な事務内容
し尿処理

### 組織
- 組合議会
  - 議員定数：10人（桜川市：6名，笠間市4名）

## 沿革
- 1964年（昭和39年）4月30日︰笠間市（旧）・西茨城郡岩瀬町・真壁郡大和村・協和町で筑北環境衛生組合を設立。
- 1986年（昭和61年）3月︰クリーンセンターの稼働を開始[1]。
- 2005年（平成17年）
  - 3月27日︰自治体合併のため協和町が離脱[2]。
  - 3月28日︰筑西市が加入。旧協和町の範囲を管轄する[3]。
  - 9月30日︰自治体合併のため岩瀬町・大和村が離脱。
  - 10月1日︰桜川市が加入。旧岩瀬町・大和村の範囲を管轄する。
- 2006年（平成18年）
  - 3月18日︰自治体合併のため笠間市（旧）が離脱。
  - 3月19日︰笠間市（新）が加入。旧笠間市の範囲を管轄する。
- 2009年（平成21年）︰行革推進の一環で管轄範囲を変更となり筑西市協和地区が脱退する。代わりに桜川市真壁地区が加入し、桜川市は全域が管轄となる。